# 库兹涅佐沃村委员会
库兹涅佐沃村委员会（俄语：Кузнецовский сельсовет）是俄罗斯联邦阿穆尔州马格达加奇区所属的一个村委员会。其下辖有1个居民点，行政中心为库兹涅佐沃。据2016年统计，该村委员会的人口为195人。